# 74. mechanizovaný prapor
74. mechanizovaný prapor „Plukovníka Bohuslava Malečka“ je vojenská jednotka Armády České republiky s posádkou v Bučovicích, která je součástí 7. mechanizovanou brigádu. Prapor vznikl transformací 74. lehkého motorizovaného praporu a jeho organizační struktura byla upravena pro zavedení nového bojového vozidla pěchoty. Až do jeho zavedení bude vyzbrojen vozidly BVP-2. 15 těchto vozidel bylo aktivováno z uložených zásob a po opravách provedených 142. praporem oprav v Klatovech bylo zařazeno k útvaru pro potřeby výcviku.